# Famille de Goth
Pour les articles homonymes, voir Goth (homonymie).
La famille de Goth, également sous les formes de Gout, de Got, est une famille noble française éteinte, originaire d'Espagne.

## Nom de famille
Le nom de famille Goth a plusieurs orthographes, ce qui peut porter à confusion…
Selon les documents d'époque, on trouve des variations phonétiques et les formes écrites suivantes "Goth", "Gout", "Gotz" ou "Got".

## Historique
La famille serait originaire de Castille. Le premier membre attesté est Rostaing de Goth, né en 1110. En 1142, la famille, déjà établie en France, fuit la Provence et ses troubles et vient dans le Bazadais. Elle fonde la ville d'Uzesta, en hommage à la ville d'Uzès, où ses membres vivaient.
En 1264, alors que la famille est établie proche de Villandraut, où elle possède un manoir, Ida de Goth donne naissance à un fils Bertrand de Goth, bien plus connu sous le nom de Clément V, pape catholique. C'est à cette époque que cette famille accrut considérablement sa puissance et sa fortune.

## Personnalités

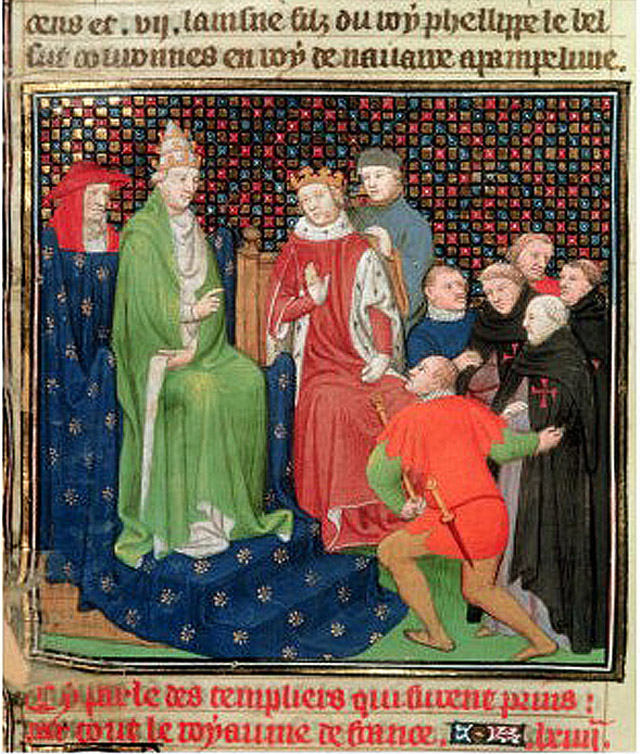
Clément V et Philippe le Bel au concile de Vienne face aux Templiers qu'ils enverront en prisons et aux buchers et mettront finalement fin à l'ordre du Temple. Avant de mourir sur le bucher, le dernier maitre des templiers maudira Philippe et Clément, les condamnant à mourir dans l'année: ce qui arriva…

Quelques personnalités par ordre chronologique, :
- Rostaing de Goth (1110-1142, premier ascendant connu)
- Bernard Ier de Goth (1130- ?)
- Senebrun Ier de Goth (1160-1211), chevalier
- Raymond de Goth (1185-1254)
- Senebrun II de Goth (1210-1273)
- Bertrand de Goth (+ 1313), évêque d'Agen puis évêque et duc de Langres
- Béraud de Goth (1233-1283), puissant seigneur, frère du précédent, a pour fils :
  - Arnaud-Garsie (Garcie) de Goth, vicomte de Lomagne et d'Auvillar,
    - Raimond de Got († 1310), neveu du pape Clément V et du cardinal Bérard de Got. Ce fils de Garcie de Goth a été créé cardinal en 1305.

  - Bertrand de Got, futur pape Clément V (1264-1314), fils de Béraud de Goth et d'Ide de Blanquefort (Voir à son article des précisions généalogiques)
  - Bérard de Goth (Béraud, v.1250-1297), primat des Gaules, créé cardinal (1294)
- Arnaud-Garcie de Goth (1250-1311)
- Bertrand II de Goth (?-1324), fin de la lignée principale
- Reine de Goth, consort countess of Armagnac (Jean Ier d'Armagnac)

## Héraldique
Le blason des Goth se blasonnent ainsi d'or à trois fasces de gueules.